# Tithraustes salvini
Tithraustes salvini är en fjärilsart som beskrevs av Felder 1874. Tithraustes salvini ingår i släktet Tithraustes och familjen tandspinnare. Inga underarter finns listade i Catalogue of Life.